# Lumos
Lumos is een toverspreuk uit de Harry Potter-boekenreeks van de Britse schrijfster J.K. Rowling.
Deze spreuk zorgt ervoor dat er een klein lichtje uit de toverstok komt, de tegenspreuk is Nox.
Harry Potter gebruikt deze spreuk het meest in de derde film Harry Potter en de gevangene van Azkaban.
Er zijn verschillende varianten van Lumos:
Lumos MaximaIs veel krachtiger en geeft een feller licht.
Lumos SolemZorgt ervoor dat er krachtige lichtstralen uit de toverstok komen.
Lumos DuoHetzelfde als Lumos maxima, het geeft een feller licht.